# Geomorfologie

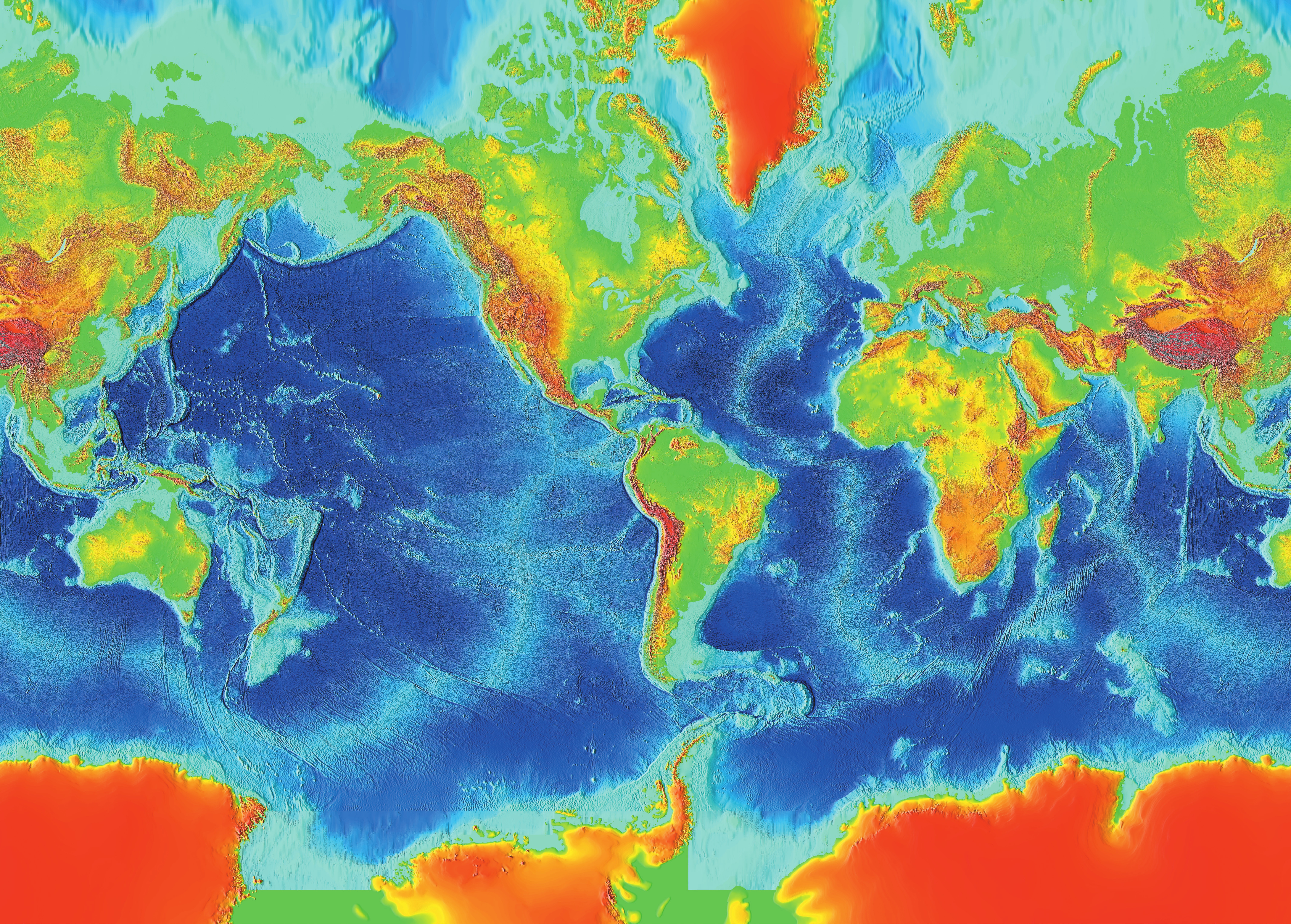
Zemský povrch

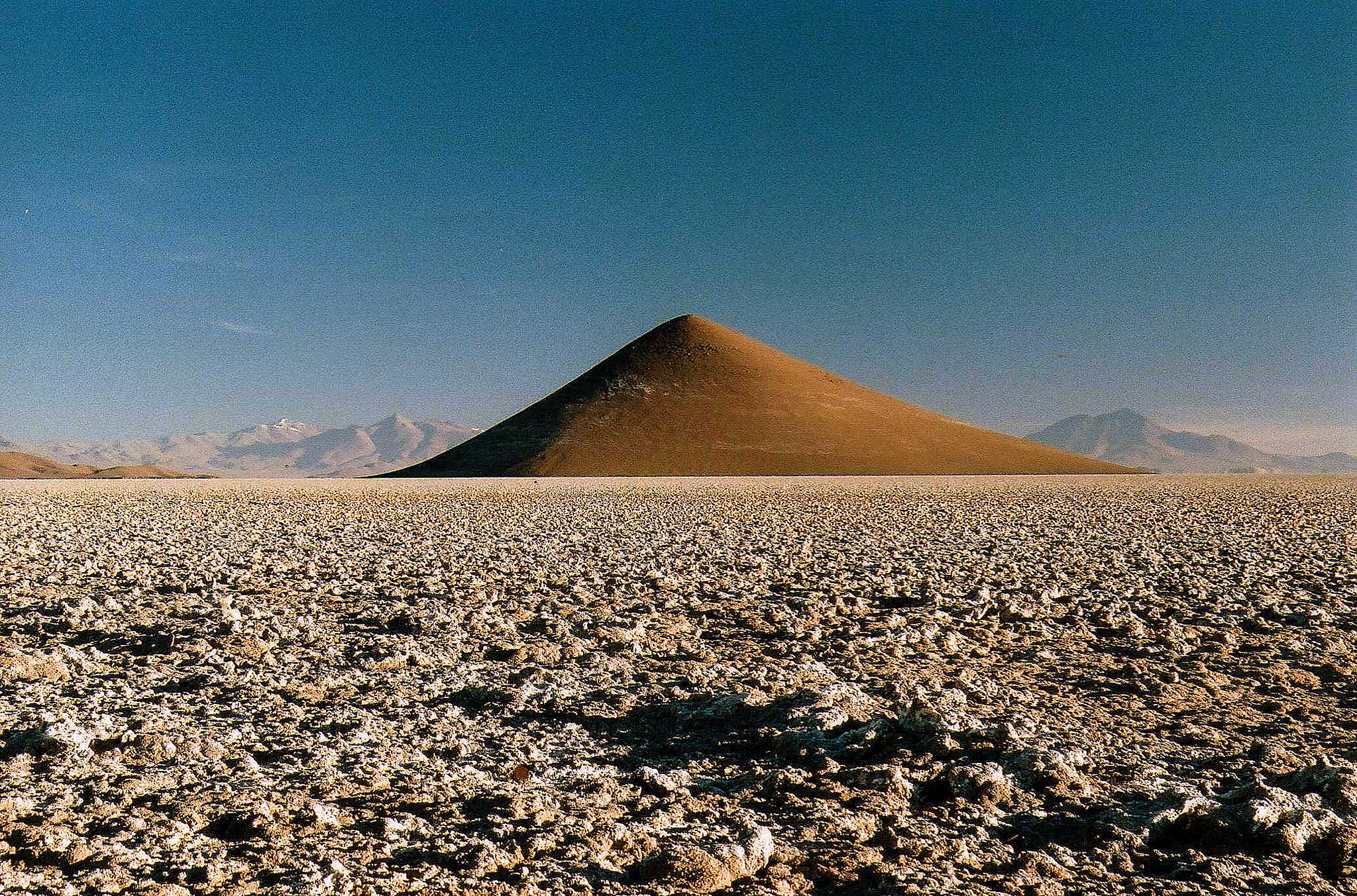
Cono de Arita en Salta (Argentina).

Geomorfologie je věda zabývající se studiem tvarů, vzniku a stáří zemského povrchu. Termín geomorfologie v dnešním smyslu poprvé v literatuře použil americký geolog W. J. McGee v roce 1893. Objektem geomorfologie je reliéf povrchu planety Země – reliéf. Předmětem geomorfologie je pak řešení vztahů v rámci objektu tj. vazeb mezi složkami reliéfu.
Podle Farského (2008) je geomorfologie vědní disciplínou, která se z pohledu objektu a předmětu zabývá georeliéfem, jeho jednotlivými tvary a způsoby jejich vzniku, tedy procesy vedoucími ke změně materiálního základu těchto tvarů.“

## Členění geomorfologie
- regionální
- obecná
  - strukturní geomorfologie
  - klimatická geomorfologie
  - klimatogenetická geomorfologie
  - dynamická geomorfologie
  - paleogeomorfologie
  - antropogenní geomorfologie
  - aplikovaná geomorfologie
- teoretická geomorfologie

Zemské tvary vznikají působením endogenních (vnitřních) a exogenních (vnějších) činitelů. Vnější jsou např. vítr, voda, ledovec. Vnitřní např. vrásnění, zemětřesení, sopky.

## Vnější geomorfologičtí činitelé
Vnější geomorfologičtí činitelé působí:
- erozně
- transportně
- akumulačně

Nejdůležitějším předpokladem působení vnějších činitelů je zvětrávání.

### Působení vody
Pod pojmem působení vody rozumíme působení tekoucí vody, ale nikoliv řeky.
Geomorfologické tvary vzniklé tímto působením jsou:
- ron – jedná se o jakési plošné smývání půdy v místě, kde jsou horniny nezpevněné.
- erozní rýhy – rýhy, vzniklé erozní činností dopadající srážkové vody. Hloubka a tvar rýhy záleží na tvrdosti horniny. Když je hornina tvrdší, vytváří se rýhy ve tvaru V. V měkčích horninách se vytváří rýhy ve tvaru U.
- zemní pyramidy – mají tvar úzkého pilíře se širším kamenem nahoře. V ČR se jedná např. o Kokořínské pokličky.
- badland – vytváří se v suchých oblastech bez vegetace, kde je půda z měkkých sedimentů. Vlivem prudkého deště tu vznikají rýhy o různé hloubce a vzniká zvlášť nesourodý a neschůdný terén.

### Působení ledovců
Ledovce způsobují svojí tíhou v krajině ohlazování skal nebo tvoření údolí a jezer. Geomorfologické tvary:
- moréna
- pleso
- oblík – zaoblený malý kopec s podložím z velmi tvrdých hornin, který odolal plošné ledovcové erozi.
- bludný balvan
- thufur – malý kopeček (max. výška 1 m) s ledovým jádrem
- pingo – osamocený pahorek s ledovým jádrem (max. výška kol. 50 m). Vyskytuje se v oblastech s trvale zmrzlou půdou.
- ledovcový stůl – tvar, vypadající jako hřib. Klobouk tvoří kámen, který zabraňuje slunečním paprskům, aby noha tvořená ledovcem roztála.
- trog
- fjord
- matterhorn – jehlanovitá hora. Po stranách hory je několik samostatných ledovců, které ji obrušují do stále strmější a ostřejší podoby. Příkladem je švýcarský Matterhorn.

### Působení moře
Moře ovlivňuje vzezření pobřeží. Působí na něj buď erozivně, nebo akumulačně.

#### Akumulační tvary
- písečná kosa
- písečný val
- pláž

#### Erozní tvary
K vidění hlavně na mysech a klifech.
- mořská (skalní) brána
- skalní pilíř – zůstane po zřícení brány

## Geomorfologie České republiky
provincie
subprovincie (dříve soustava)
Česká vysočina
Šumavská subprovincie
Česko-moravská subprovincie
Krušnohorská subprovincie
Krkonošsko-jesenická (Sudetská) subprovincie
Česká tabule
Středoevropská nížina
Středopolské nížiny
Západní Karpaty
Vněkarpatské sníženiny
Vnější Západní Karpaty
Západopanonská pánev
Vídeňská pánev